# Liste der Bischöfe von Nuoro
Die folgenden Personen waren Bischöfe von Nuoro (Italien):

## Bischöfe von Galtelli
- Bernardus (vor 1138 – um 1143)
- Joannes (erwähnt 1173)
- Magister (erwähnt 1206)[1]
- N.N. (erwähnt 1254)
- N.N. († Juni 1263)
- N.N. (etwa Juni 1263 – ?)
- Pompeiano (erwähnt 1273)
- N.N. (erwähnt 1302)
- Nicola (? – 1329)
- Gualtiero OP (1329 – ?)
- Simone (1333 – ?)
- Antonio (1345 – ?)
- Arnaldo Biscales OCarm (1348 – ?)
- Alberto (1365 – ?)
- Antonio Sabatini OCarm (1376 – ?)
  - Antoine Pétri, OCarm (1379 – ?) (Avignonesische Obödienz)
  - Guillaume Arnaud OFM † (1386 – ?) (Avignonesische Obödienz)
- Antonio Roceres (1387–1394)
- Paolo, O.F.M. (1394 – ?)
- Bertrando Flores (1404–1407), danach Erzbischof von Oristano
- Gerardo (1406 – ?)
- Giovanni Miracapelli OP (1419 – ?)
- Giovanni Ferrer OFM (1426–1428)
- Guglielmo da Morana OFM (1428–1432)
- Sebastien Abbatis OP (1433–1451)
- Lorenzo Pugiol OFM (1451–1457)
- Giovanni Cicci OP (1457–1467)
- Giorgio Pinna OSBCam (1467–1486)
- Guglielmo Ogler (1487–1490)
- Guglielmo Vidal (1490–?)
- Giovanni Vincy (1494–1496)

Von 1496 bis 1780 Personalunion mit dem Erzbistum Cagliari
- Giovanni Antioco Serra Urru (Sisra) (1780–1786)
- Pietro Antonio Craveri OFMObs (1788–1801), ab 1779 Bischof von Galtelli-Nuoro

## Bischöfe von Galtelli-Nuoro
1779 wurde das Bistum Galtelli in Bistum Galtelli-Nuoro umbenannt.
- Alberto Maria Giuseppe Andrea Luigi Solinas (1803–1817)
- Antonio-Maria Casabianca (1819–1828)
- Emanuele Marongiu Maccioni (1848–1852)
- Salvatore Angelo de Martis OCarm (1867–1902)
- Luca Canepa (1903–1922)
- Maurilio Fossati, OSSGCN (1924–1929), danach Erzbischof von Sassari

## Bischöfe von Nuoro
1928 wurde das Bistum Galtelli-Nuoro in Bistum Nuoro umbenannt.
- Giuseppe Cogoni (1930–1938), danach Erzbischof von Oristano
- Felice Beccaro (1939–1946), danach Bischof von San Miniato
- Giuseppe Melas (1947–1970)
- Giovanni Melis Fois (1970–1992)
- Pietro Meloni (1992–2011)
- Mosè Marcia (2011–2019)
- Antonio Mura (seit 2019)